# Вторая лунная гонка
Вторая лунная гонка (также лунная гонка 2.0) — проходящее в XXI веке соперничество между космическими державами в исследовании Луны с прицелом на её освоение. В гонке участвуют три державы, обладающие на начало 2020-х годов технологиями пилотируемых полётов — Китай, США и Россия, — а помимо них также Индия, Япония и ЕС, успешно выводившие в 2000-е годы зонды на орбиту вокруг Луны. Участники гонки планируют построить на Луне инфраструктуру для её изучения и добычи на ней полезных ископаемых.

## Предыстория
Первый этап исследования Луны межпланетными станциями, в 1959—1976 годы, был существенной частью первой космической гонки между СССР и США.. С посадки «Луны-24» в 1976 году до 2013 года не состоялось ни одной мягкой посадки на поверхность спутника.
Первые миссии этого этапа:
| Страна | Приближение                              | Жёсткая посадка  | Мягкая посадка   | Луноход/Луномобиль | Доставка грунта  | Посещение человеком | Бурение                                           |
| ------ | ---------------------------------------- | ---------------- | ---------------- | ------------------ | ---------------- | ------------------- | ------------------------------------------------- |
| СССР   | пролёт: Луна-1, 1959 облёт: Луна-3, 1960 | Луна-2, 1959     | Луна-9, 1966     | Луноход-1, 1970    | Луна-16, 1970    | —                   | Луна-20, 1972 (0,2 м) Луна-24, 1976 (2 м)         |
| США    | пролёт: Рейнджер-3, 1962                 | Рейнджер-4, 1962 | Сервейер-1, 1966 | Луномобиль, 1971   | Аполлон-11, 1969 | Аполлон-11, 1969    | Аполлон-15, 1971 (2,4 м) Аполлон-17, 1972 (3,2 м) |

## Начало
С 2013 года работу автоматических станций на поверхности Луны, с развёртыванием луноходов, доставкой лунного грунта на Землю и началом исследования поверхности обратной стороны Луны по программе «Чанъэ» начал Китай, в 2014 году была обнародована Российская лунная программа, а в 2019 — лунная программа США «Артемида», первым этапом которой станет создание в 2020-е годы окололунной орбитальной станции Gateway.
В Индии действует лунная программа «Чандраян». В 2009 году ударный зонд индийского аппарата «Чандраян-1» стал первым рукотворным объектом, совершившим жёсткую посадку в южном полярном регионе Луны. В 2023 году Индия осуществила также первую в истории мягкую посадку в полярном регионе спускаемого аппарата «Викрам» с луноходом «Прагъян» миссии «Чандраян-3», и на 2028 год планирует аналогичную миссию «Чандраян-4». Также в Индии развивается индийская пилотируемая космонавтика. Все лунные миссии Индия готовит самостоятельно.

## Добыча полезных ископаемых
28 июня 2023 года НАСА сообщило, что к 2032 году может начаться пробная добыча воды, кислорода, железа и редкоземельных металлов, а частные космические компании могли бы использовать лунные ресурсы для получения кислорода или топлива.

## Селенополитика
По оценке РАН, Роскосмоса и МГУ, изложенной в Концепции российской лунной программы в 2014 году, «в ближайшие 20-30 лет ведущие космические державы будут разведывать и закреплять за собой удобные лунные плацдармы для обеспечения будущих возможностей практического использования».
Глава НАСА Билл Нельсон в 2023 году высказал опасения, что существенные территории Луны готовится захватить Китай, однако сам Китай отвергает данные обвинения, заявляя, что США разжигают миф о «китайской угрозе» для достижения своих геополитических целей.